# Dinko Kovačić
Dinko Kovačić (Split, 1938.) je hrvatski akademik.
Redoviti je član Hrvatske akademije znanosti i umjetnosti.

## Vanjske obavjesti
- Kovačić, Dinko Hrvatska tehnička enciklopedija, portal hrvatske tehničke baštine. LZMK

- Intervju arh. Gorana Anđelkovića s arhitektom Dinkom Kovačićem, Čovjek i prostor  Arhivirana inačica izvorne stranice od 20. listopada 2014. (Wayback Machine)